# Ford Island

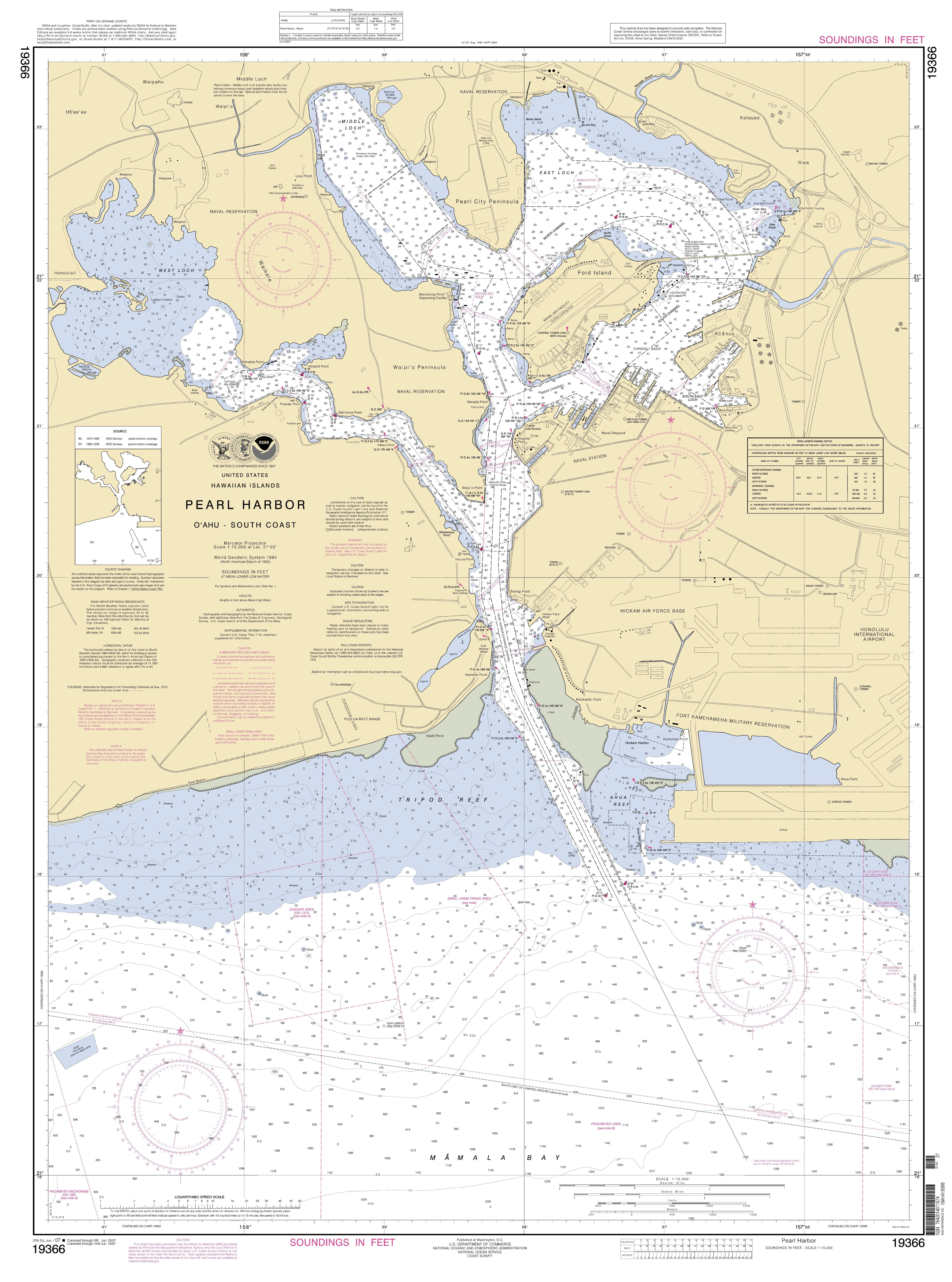
Nautische kaart van Pearl Harbour met Ford Island bovenaan in het midden

Ford Island is een klein eiland in het midden van Pearl Harbor op het eiland Oahu van de Amerikaanse staat Hawaï. In 1825 had het eiland een oppervlakte van 134 hectare maar na baggerwerkzaamheden vlak voor het uitbreken van de Tweede Wereldoorlog is dit uitgebreid naar 178 hectare. Het eiland is sinds 1998 verbonden met het hoofdeiland via de Admiraal Clareybrug.

## Ligging
Ford Island ligt in Pearl Harbour. De natuurlijke haven bestaat uit drie delen, West Loch, Middle Loch en East Loch en in het midden van East Loch ligt het eiland. Het eiland is maximaal 2,4 kilometer lang en 1,2 kilometer breed. In de 30'er jaren van de 20e eeuw werd de haven uitgebaggerd om als ligplaats te dienen voor de grootste slagschepen van de Amerikaanse marine. De gebaggerde grond werd gebruikt om het eiland te vergroten tot 178 hectare. Het is een vlak eiland en steekt nergens meer dan 5 meter boven de zeespiegel uit. In het noorden ligt een 1400 meter lange brug die de verbinding maakt met het Oahu.

## Geschiedenis
Voor het eiland werd verkend door westerse ontdekkingsreizigers had het een ceremoniële functie voor getrouwde eilandbewoners die moeite hadden om kinderen te krijgen. Aan het eind van de 18e eeuw vestigden de eerste westerlingen zich op het eiland. Op 28 december 1865 kocht Caroline Jackson voor 1 Amerikaanse dollar het eiland. In juni 1866 huwde zij Seth Porter Ford die het de naam Ford Island gaf. Voor de Amerikaanse militairen arriveerden was rietsuiker het belangrijkste landbouwproduct dat er werd verbouwd.

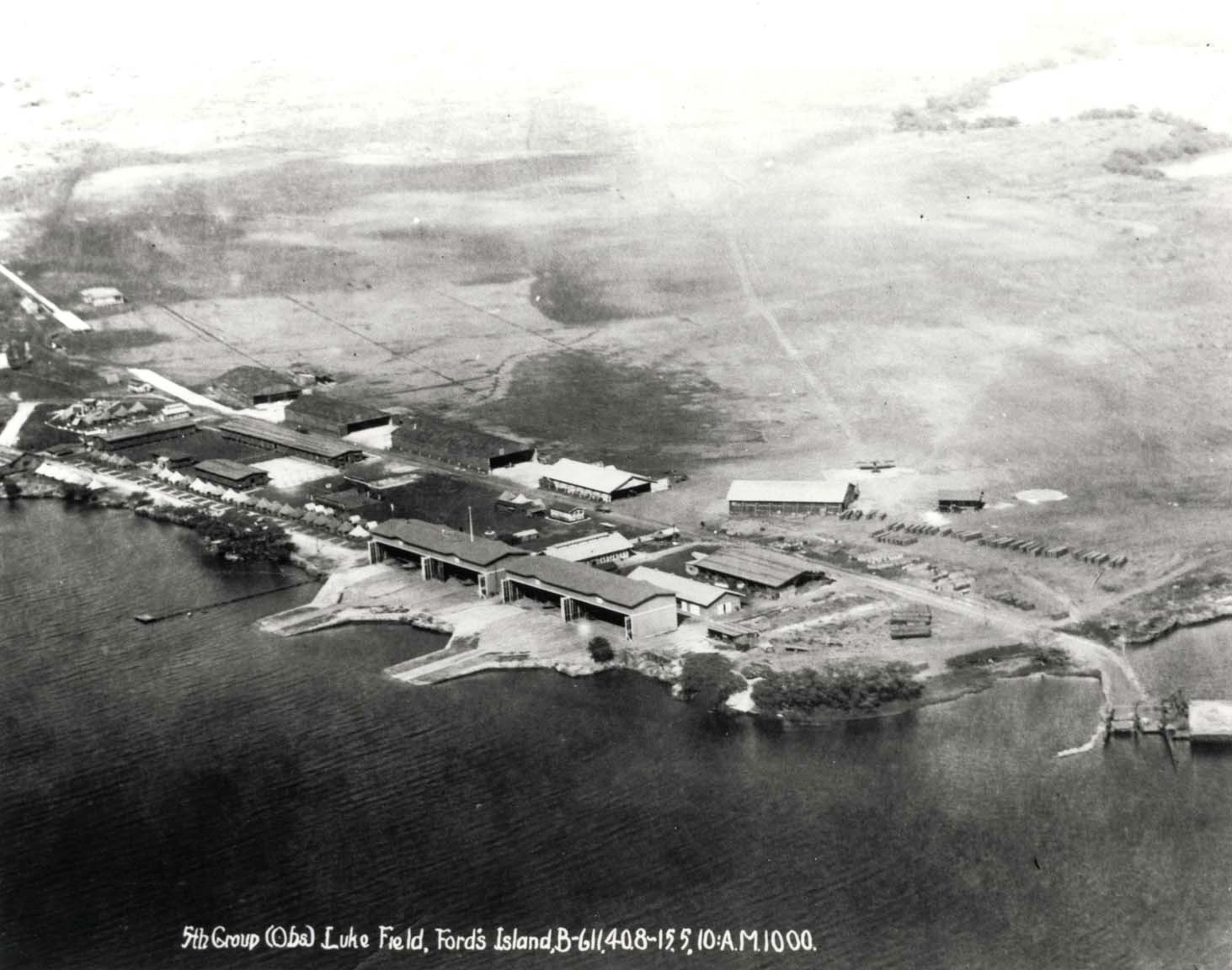
Luke Field (1919-1921)

Het leger maakte gebruik van Pearl Harbor sinds 1877 en deed diverse pogingen om het eiland ook in handen te krijgen. In 1902 slaagde het deels en bouwde twee batterijen voor 6-inch kanonnen ter verdediging van de haven. In 1917 verkocht de suikerplantage meer grond aan het leger voor een vliegveld. Met de bouw werd direct gestart en in 1918 waren diverse gebouwen en hangars voor watervliegtuigen en vliegboten gereed. In 1919 kreeg het de naam Luke Field. De marine wilde ook een vliegbasis en poogde het hele eiland in bezit te krijgen, maar moesten het eiland uiteindelijk toch delen met het leger.
In de 30'er jaren werd de haven van Pearl Harbour verdiept. Er werd rondom het eiland gebaggerd om ruimte te maken voor grotere schepen. Het weggebaggerde materiaal werd gebruikt om het eiland te vergroten. In 1935 kwamen grotere bommenwerpers voor het leger in gebruik en Luke Field was daarvoor te klein en besloten werd een nieuw vliegveld, Hickam Army Airfield, te bouwen. De marine verlengde de landingsbaan van 120 meter naar 910 meter en bleef als enige op het eiland achter toen alle legervliegtuigen in 1939 naar Hickam verhuisden.

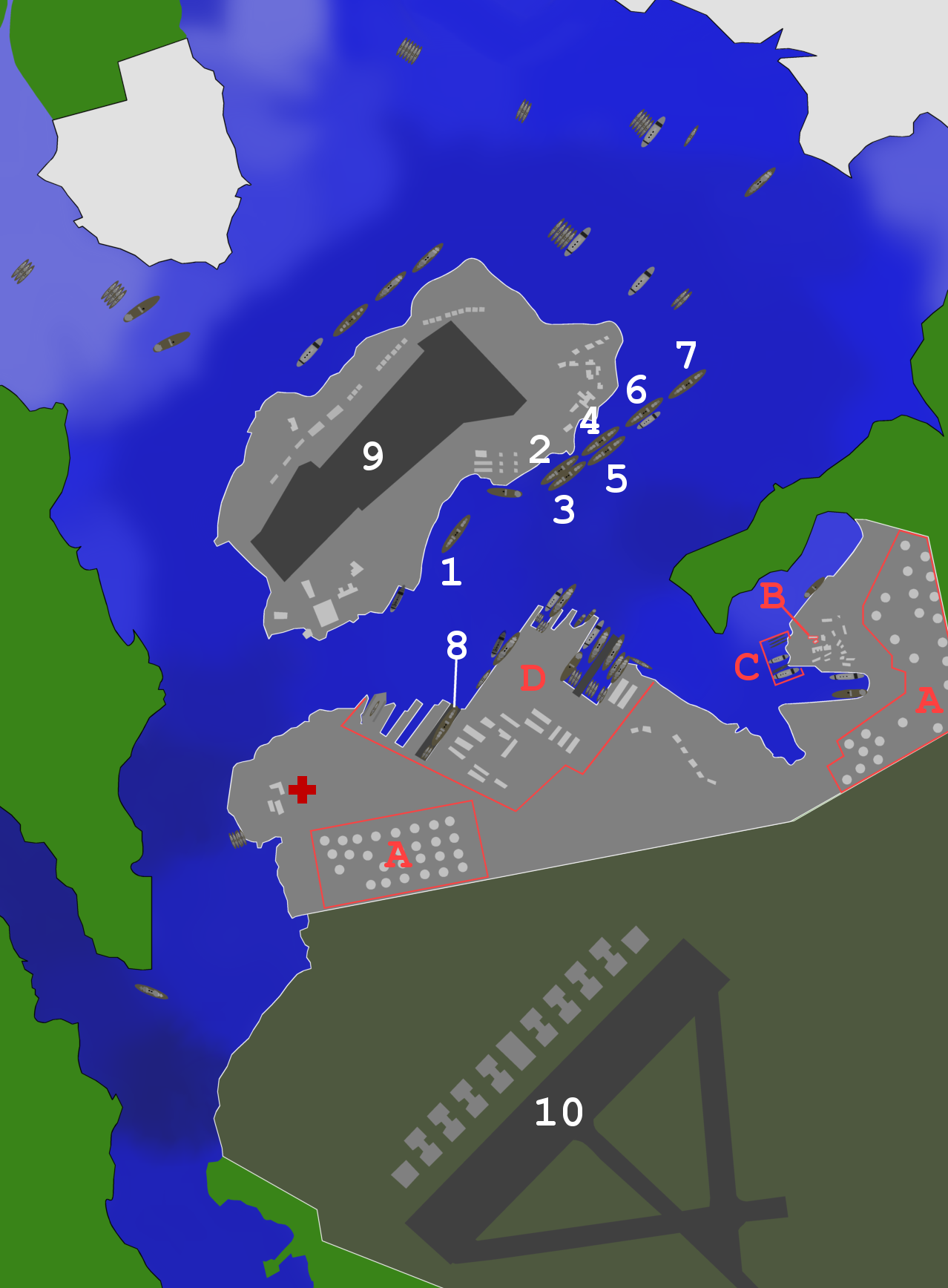
1:USS California 2:USS Maryland 3:USS Oklahoma 4:USS Tennessee 5:USS West Virginia 6:USS Arizona 7:USS Nevada 8:USS Pennsylvania 9:Ford Island NAS 10:Hickam A:Olieopslagtanks B:CINCPAC C:Onderzeebootbasis D:Marinewerf

Tijdens de Japanse aanval op Pearl Harbor in december 1941 was het eiland ook een belangrijk doelwit. Alle belangrijke Amerikaanse slagschepen lagen aan de kade aan de oostkant van het eiland. Het marine vliegveld werd ook aangevallen door de Japanse bommenwerpers. Na de aanval werd de schade hersteld en de verdediging werd verbeterd maar Ford Island werd verder niet meer aangevallen.

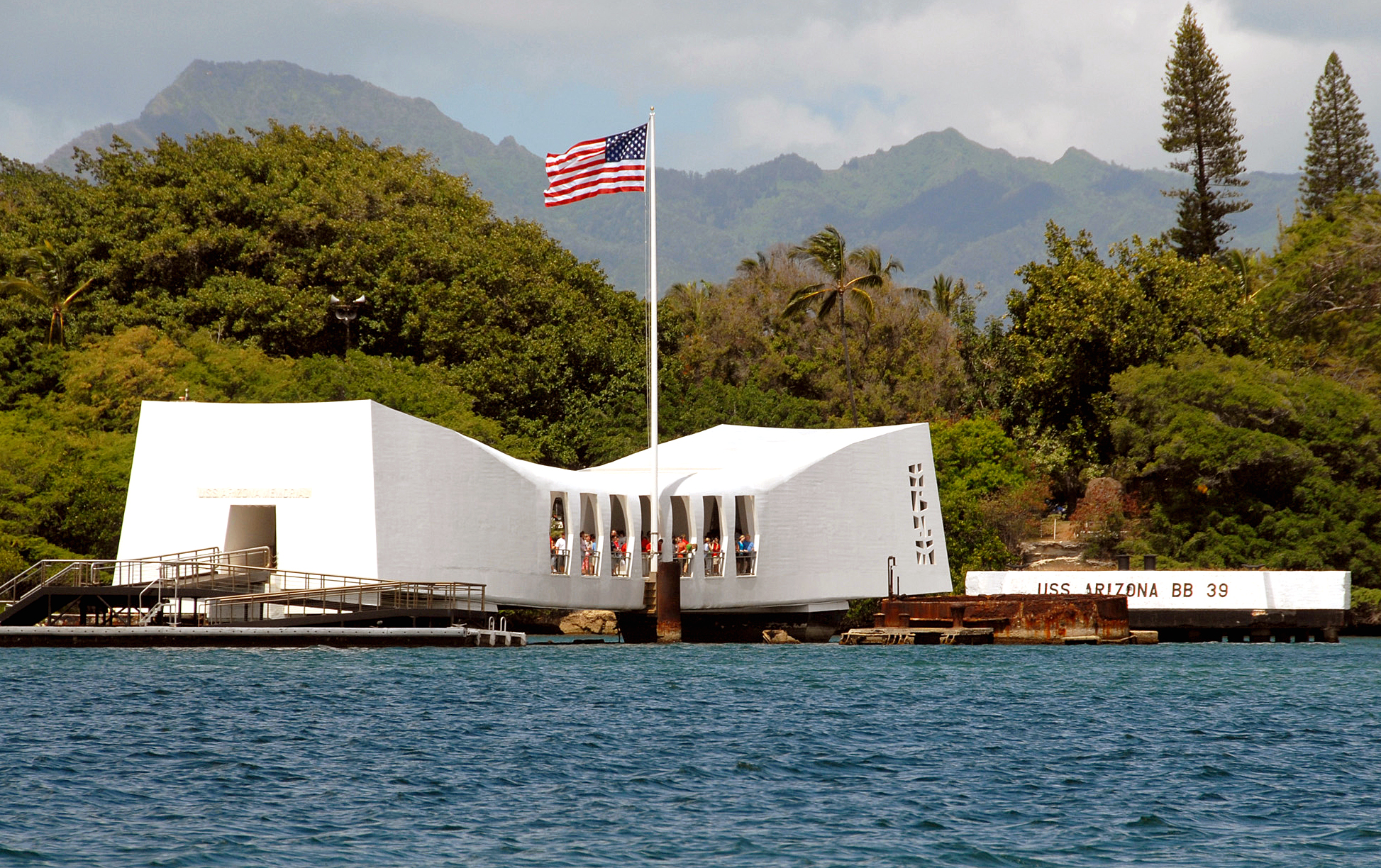
USS Arizona (BB-39) memorial

Na de oorlog nam het militaire gebruik van het eiland af. In 1966 werd het vliegveld gesloten maar in 1970 deels heropend voor trainingsvluchten en civiel gebruik. Op 1 juli 1999 werd al het vliegverkeer op het eiland gestaakt.

## Bezienswaardigheden
- USS Arizona Memorial, een plaats ter nagedachtenis van het gezonken slagschip USS Arizona (BB-39) die daar nog ligt.
- USS Missouri, het laatste slagschip van de Amerikaanse marine ligt hier als museumschip aan de kade van Ford Island. Het schip is het gehele jaar voor het publiek geopend.
- USS Bowfin Submarine Museum & Park, hier ligt de Amerikaanse onderzeeboot Bowfin (SS-287). De onderzeeër werd op 7 december 1942 tewatergelaten en heeft tijdens de oorlog dienstgedaan in de Grote Oceaan. Op 1 April 1981 werd de Bowfin voor het publiek geopend.
- Pacific Aviation Museum, het luchtvaartmuseum is gehuisvest in twee hangars van het voormalige vliegveld en heeft ook de voormalige verkeerstoren in handen.